# 松濤舞子
松濤 舞子（まつなみ まいこ、2000年2月24日 - ）は、日本の女性ファッションモデルである。
2020年4月現在の所属事務所は株式会社Lovers。